# H. E. & F. E. Morriss
H. E. & F. E. Morriss waren zwei britische Händler und Hersteller von Automobilen.

## Unternehmensgeschichte
Henry E. Morriss und sein Bruder Frank E. Morriss gründeten das Unternehmen in London und begannen mit dem Vertrieb von Fahrzeugen von Benz & Cie. und der Daimler-Motoren-Gesellschaft. 1908 begann die Produktion eigener Automobile. Der Markenname lautete Morriss. Etwa 1911 endete die Automobilproduktion. Insgesamt entstanden mindestens vier Fahrzeuge. Frank E. Morriss betrieb ab 1919 das Unternehmen F. E. Morriss.

## Fahrzeuge
Das Unternehmen stellte Dampfwagen her. Die Dampfmotoren lieferte Mason aus den USA. Der Zweizylindermotor war unterhalb des Fahrzeugbodens montiert und trieb über eine Kette die Hinterachse an. Im Angebot standen Zweisitzer und viersitzige Tourenwagen.